# Copadichromis

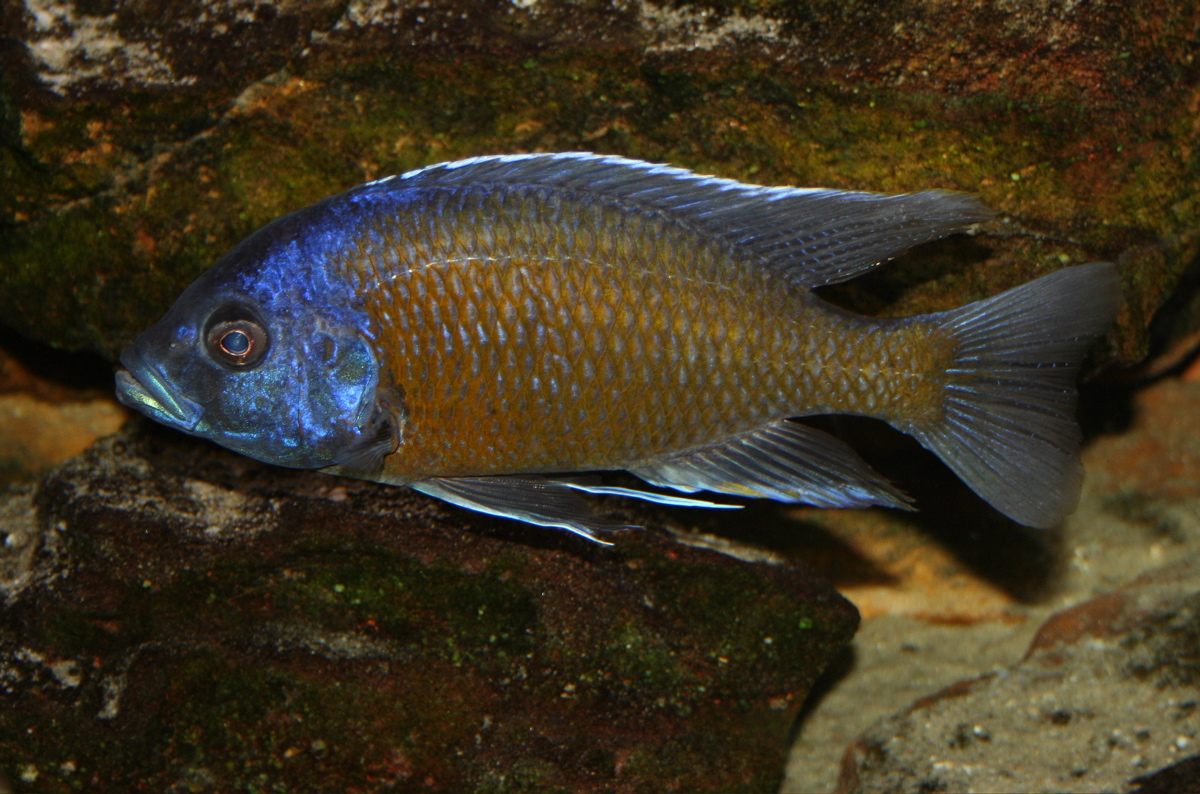
Copadichromis borleyi

Copadichromis és un gènere de peixos de la família dels cíclids i de l'ordre dels perciformes endèmic del llac Malawi (Àfrica oriental).

## Taxonomia
- Copadichromis atripinnis (Stauffer i Sato, 2002)[3]
- Copadichromis azureus (Konings, 1990)[4]
- Copadichromis boadzulu (Iles, 1960)[5]
- Copadichromis borleyi (Iles, 1960)[6]
- Copadichromis chizumuluensis (Stauffer i Konings, 2006)[7]
- Copadichromis chrysonotus (Boulenger, 1908)
- Copadichromis cyaneus (Trewavas, 1935)
- Copadichromis cyanocephalus (Stauffer i Konings, 2006)[7]
- Copadichromis diplostigma (Stauffer i Konings, 2006)[7]
- Copadichromis geertsi (Konings, 1999)
- Copadichromis ilesi (Konings, 1999)
- Copadichromis insularis (Stauffer i Konings, 2006)[7]
- Copadichromis jacksoni (Iles, 1960)
- Copadichromis likomae (Iles, 1960)[8]
- Copadichromis mbenjii (Konings, 1990)
- Copadichromis melas (Stauffer i Konings, 2006)[7]
- Copadichromis mloto (Iles, 1960)[9]
- Copadichromis nkatae (Iles, 1960)
- Copadichromis parvus (Stauffer i Konings, 2006)[7]
- Copadichromis pleurostigma (Trewavas, 1935)
- Copadichromis pleurostigmoides (Iles, 1960)
- Copadichromis prostoma (Trewavas, 1935)[10]
- Copadichromis quadrimaculatus (Regan, 1922)
- Copadichromis trewavasae (Konings, 1999)
- Copadichromis trimaculatus (Iles, 1960)
- Copadichromis verduyni (Konings, 1990)
- Copadichromis virginalis (Iles, 1960)[11][12][13][14][15][16][17][18][19]